# Jekatěrina Gordějevová
Jekatěrina Alexandrovna Gordějevová (rusky Екатерина Александровна Гордеева; * 28. května 1971 Moskva) je bývalá sovětská a ruská krasobruslařka. Spolu se svým manželem Sergejem Griňkovem zvítězila v soutěžích sportovních dvojic na zimních olympiádách v letech 1988 a 1994. Je také čtyřnásobnou mistryní světa (1986, 1987, 1989, 1990) v této disciplíně. Po Griňkovově smrti v roce 1995 pokračovala v bruslení jako jednotlivec.